# Crypteria
Crypteria es un género de dípteros nematóceros perteneciente a la familia Limoniidae. Se distribuye por Europa y Norteamérica.

## Especies
- Contiene las siguientes especies:
- Subgénero Crypteria Bergroth, 1913
  - C. basistylata Alexander, 1960
  - C. claripennis (Brunetti, 1913)
  - C. haploa Alexander, 1960
  - C. limnophiloides Bergroth, 1913
  - C. luteipennis Alexander, 1938
  - C. spectralis Alexander, 1935
- Subgénero Franckomyia Alexander, 1936
  - C. discalis (Alexander, 1936)
  - C. israelica Stary & Freidberg, 2007
  - C. recessiva (Alexander, 1927)
  - C. stylophora Alexander, 1962